# Otto Philipp Zaunschliffer

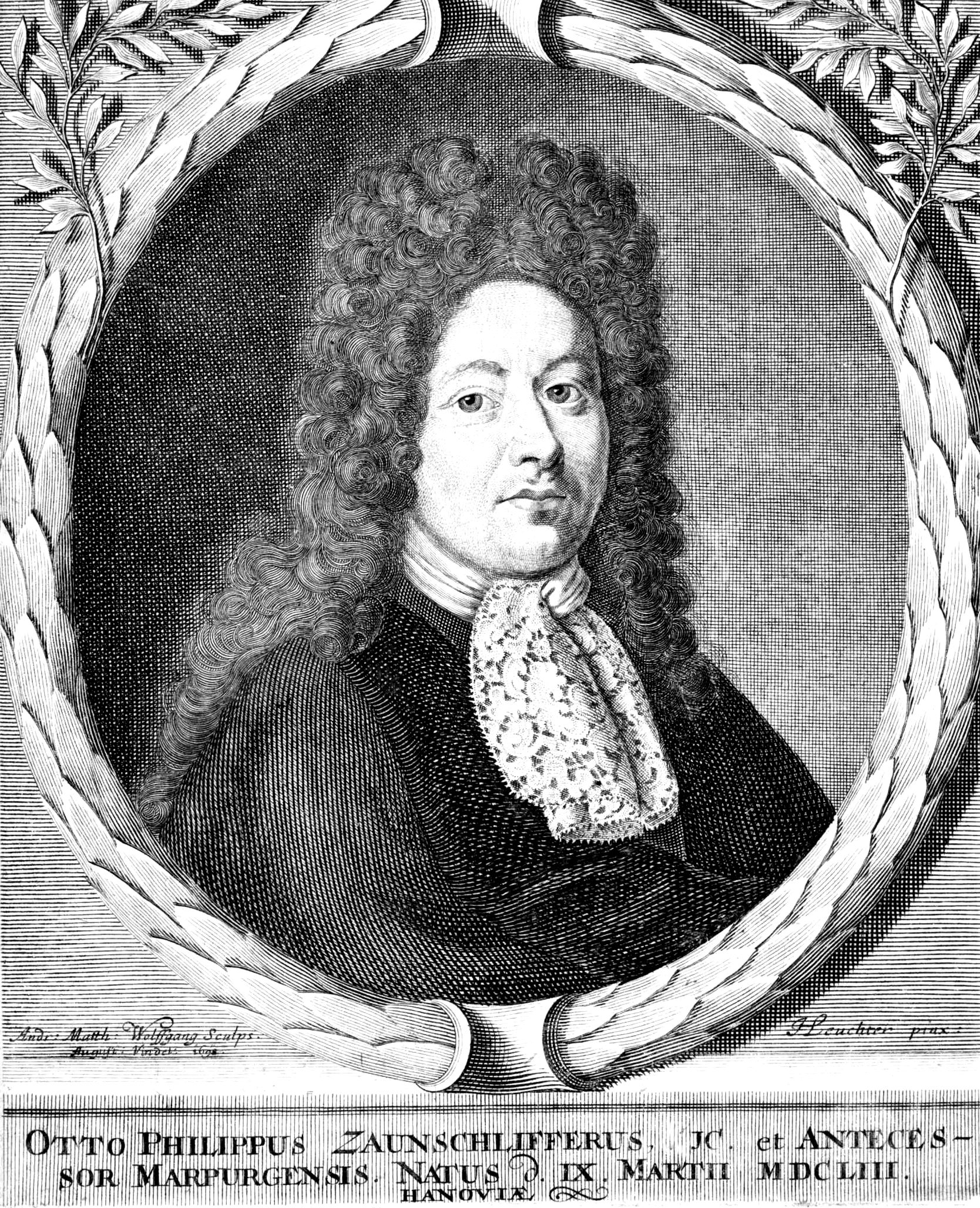
Porträt von 1698

Otto Philipp Zaunschliffer (* 9. März 1653 in Hanau; † 28. Februar 1729 in Marburg) war ein deutscher Jurist und Professor an der Universität Marburg. Er ist durch eine humoristische juristische Abhandlung über Flöhe bekannt, die noch in der Gegenwart Neuauflagen erfährt.

## Leben
Zaunschliffer besuchte zunächst die Hohe Landesschule in Hanau. Später studierte er an der Hohen Schule Herborn und den Universitäten Marburg und Jena weltliches und kirchliches Recht. 1678 wurde er in Heidelberg zum Lizentiat (lic. iur.) graduiert und war als Advokat am Hanauischen Landgericht tätig. Er erhielt 1682 einen Lehrauftrag der Universität Marburg als Professor der Eloquenz („Wohlredenheit“) und Geschichte, ein Jahr später wurde er außerordentlicher, schließlich 1684 ordentlicher Professor. In Heidelberg promovierte er 1686 zum Doktor beider Rechte (Dr. iuris utriusque). In den Jahren 1696 und 1708 war er Rektor der Marburger Universität.
Sein Sohn Heinrich Philipp Zaunschliffer war 1721 bis 1728 Professor der Rechte in Duisburg.

## Wirken
Er beschäftigte sich hauptsächlich mit Widersprüchen im Werk von David Mevius, war damit Kritiker des fortschrittlicheren Usus modernus pandectarum und Verfechter einer strikten, traditionellen Anwendung des römischen Rechts. Seine eigenen kleinen Schriften waren in der Rechtsgeschichte wenig von Bedeutung, lediglich eine scherzhafte Abhandlung, wie seinerzeit für akademische Schriften obligatorisch in Lateinisch verfasst, über Flöhe in Form erotischer Studentendispute, die als Beispiel des Usus modernus diesen lächerlich machen sollten, fand weite Verbreitung und erlebte mehrfache Auflagen (1702, 1768 und 1866). Zaunschliffer verwendete für diese Schrift das Pseudonym Opizius Jocoserius; mehrere ins Deutsche übersetzte Ausgaben erschienen noch im 20. Jahrhundert. Fälschlicherweise wurde diese Schrift im 19. Jahrhundert dem jungen Jurastudenten Johann Wolfgang von Goethe zugeordnet und unter dessen Namen veröffentlicht.

## Werke (Auswahl)
- De officio Judicis suppletorio, Marburg 1682.
- De pulicibus (Über Flöhe), Marburg 1683.

- Opizii Jocoserii Curiöse Gedancken vom Flöhen, Dresden 1702.
- Neuauflage als Anonymus: Dissertatio iuridica de eo quod iustum est circa spiritus familiares feminarum hoc est pulices etc. Frankfurt am Main 1768.

- De Jure monstrorum, Marburg 1684.
- Commentarium in Mevii Decisiones Wismariensis, Marburg 1696 (2. Auflage 1699).
- Opera juridica, Frankfurt 1698.
- Tractatus de veritate proverbii: Kauff gehet vor Miete, contra Zollium.
- Dissertatio de illustri statu regionis & religionis ex tenuissimis enata initiis in imperio Turcico & superstitione Mahumedana, Marburg.
- De revocatione donationum, Marburg 1700.
- Davidis Mevii Consilia posthuma, Frankfurt am Main 1717.